# Richard Delafield

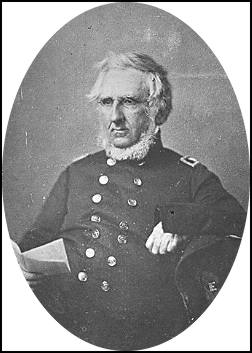
Richard Delafield (1860/65)

Richard Delafield (* 1. September 1798 in Manhattan, New York City; † 5. November 1873 in Washington, D.C.) war ein US-amerikanischer Militäringenieur. Im Sezessionskrieg war er Brigadegeneral auf Seiten der Nordstaaten.

## Leben
Delafield begann 1814 seine Ausbildung an der United States Military Academy (West Point) und schloss 1818 als Jahrgangsbester ab. Er wurde anschließend zum Corps of Engineers kommandiert, wo er zunächst als Geodät an der Festlegung der Nordgrenze gemäß dem Frieden von Gent beteiligt war. Von 1819 bis 1824 war er assistant engineer bei der Errichtung von Befestigungsanlagen an den Hampton Roads, von 1824 bis 1832 leitete er Vermessungsarbeiten und die Errichtung von Befestigungen im Mississippi River Delta. Anschließend leitete er die Erneuerung der Cumberland Road östlich des Ohio River, wo er die erste Hohlkasten-Bogenbrücke aus Gusseisen in den Vereinigten Staaten plante und baute. 1838 wurde er zum Leiter (Superintendent) der United States Military Academy, wo er neben neuen Gebäuden (die alten waren einem Feuer zum Opfer gefallen) auch eine neue Uniform für die Kadetten entwarf. Von 1846 bis 1855 leitete er die Errichtung von Küstenbefestigungen im New Yorker Hafen. Ab 1855 war er – eingesetzt vom damaligen Kriegsminister und späteren Präsidenten der Konföderierten Staaten, Jefferson Davis – als Militärbeobachter und Leiter der Delafield Comission (mit Alfred Mordecai und George B. McClellan) in Europa eingesetzt, unter anderem bei der Belagerung von Sewastopol. Von 1861 bis 1864 war Delafield erneut Leiter in West Point, von April 1864 bis August 1866 war er im Range eines Brigadegenerals und als Nachfolger von Joseph G. Totten Chief Engineer des United States Army Corps of Engineers. 1866 ging er im Range eines Generalmajor in den Ruhestand, war aber noch für das United States Lighthouse Board und die Smithsonian Institution tätig.
1841 wurde Delafield in die American Academy of Arts and Sciences gewählt.
Delafield war zweimal verheiratet. Seine erste Frau, Helen Summers, starb vier Monate nach der Eheschließung 1824. Mit seiner zweiten Ehefrau, Harriet Baldwin Covington (Eheschließung 1833), hatte Richard Delafield acht Kinder. Anlässlich Delafields Todes ließ der Kriegsminister Edwin M. Stanton ihm zu Ehren in West Point dreizehn Kanonenschüsse abfeuern. Delafields Grab befindet sich auf dem Green-Wood Cemetery in Brooklyn, New York.